# Hakan Günday
Hakan Günday (Rodi, 29 maggio 1976) è uno scrittore turco.

## Biografia
Nato a Rodi nel 1976, vive e lavora a Istanbul.
Figlio di diplomatici, ha studiato a Bruxelles, quindi all'Hacettepe University di Ankara, all'Université libre de Bruxelles e infine all'Università di Ankara.
Ha esordito nel 2000 con Kinyas ve Kayra e da allora ha pubblicato altre sette opere vincendo nel 2015 il Prix Médicis étranger con il romanzo Ancora, storia di un giovane trafficante di esseri umani. 
Günday ha scritto la webserie Şahsiyet, interpretata da Haluk Bilginer e distribuita dalla piattaforma di streaming puhutv nel 2018. Şahsiyet è stata premiata come Miglior webserie in Turchia al 46º Premio Pantene Altın Kelebek.

## Opere
- Kinyas ve Kayra (2000)
- Zargana (2002)
- Piç (2003)
- Malafa (2005)
- Azil (2007)
- Ziyan (2009)
- A con Zeta (Az, 2011), Milano, Marcos y Marcos, 2015 traduzione di Fulvio Bertuccelli ISBN 978-88-7168-707-0.
- Ancora (Daha, 2013), Milano, Marcos y Marcos, 2016 traduzione di Fulvio Bertuccelli ISBN 978-88-7168-739-1.
- Zamir (2021), Milano, Marcos y Marcos, 2023 traduzione di Fulvio Bertuccelli ISBN 9788892941090.

## Premi e riconoscimenti
- Miglior libro dell'anno in Turchia: 2011 vincitore con A con Zeta
- Prix Médicis étranger: 2015 vincitore con Ancora